# Aaron Zehnter
Aaron Zehnter, né le 31 octobre 2004 à Sonderhofen en Allemagne, est un footballeur allemand qui évolue au poste de milieu gauche ou d'arrière gauche au VfL Wolfsburg.

## Biographie

### Carrière en club
Zehnter commence le football au SV Sonderhofen, club de sa ville natale, et passe également par le Würzburger FV et les Würzburger Kickers. À l'été 2019, il rejoint le centre de formation du FC Augsbourg. Au cours de la saison 2021-2022, il devient champion de la division Sud/Sud-Ouest de la Bundesliga Junior avec l'équipe U19 du club, jouant les 20 matchs de la saison et contribuant au succès avec 4 buts et 14 passes décisives.
En mai 2022, Zehnter signe son premier contrat professionnel avec le FC Augsbourg jusqu'en 2024 et s'installe au sein du groupe professionnel à partir de la saison 2022-2023. Il fait ses débuts compétitifs avec l'équipe première le 31 juillet 2022 en premier tour de la Coupe d'Allemagne 2022-2023. Il dispute son premier match de Bundesliga le 3 février 2023, en entrant en jeu à la place de Mads Pedersen à la 90e minute d'une victoire 1-0 contre le Bayer Leverkusen.
Début janvier 2024, Zehnter rejoint le club de deuxième division du SC Paderborn 07, six mois avant la fin de son contrat avec Augsbourg.

### En sélection
Aaron Zehnter dispute six matchs pour la sélection allemande des moins de 18 ans entre 2021 et 2022, et en dispute cinq pour l'équipe des moins de 19 ans entre 2022 et 2023.
En septembre 2024, il est appelé avec les moins de 20 ans avec qui il joue deux matchs contre la Roumanie et l'Italie.

## Statistiques

### En club
| Saison                | Club                  | Championnat           | Championnat | Championnat | Championnat | Coupe(s) nationale(s) | Coupe(s) nationale(s) | Coupe(s) nationale(s) | Total | Total | Total |
| Saison                | Club                  | Division              | M.          | B.          | P.d.        | M.                    | B.                    | P.d.                  | M.    | B.    | P.d.  |
| 2021-2022             | FC Augsbourg rés.     | Regionalliga          | 3           | 0           | 0           | -                     | -                     | -                     | 3     | 0     | 0     |
| 2022-2023             | FC Augsbourg rés.     | Regionalliga          | 12          | 2           | 2           | -                     | -                     | -                     | 12    | 2     | 2     |
| 2023-2024             | FC Augsbourg rés.     | Regionalliga          | 16          | 2           | 2           | -                     | -                     | -                     | 16    | 2     | 2     |
| Sous-total            | Sous-total            | Sous-total            | 31          | 4           | 4           | -                     | -                     | -                     | 31    | 4     | 4     |
| 2022-2023             | FC Augsbourg          | Bundesliga            | 1           | 0           | 0           | 1                     | 0                     | 0                     | 2     | 0     | 0     |
| 2023-2024             | SC Paderborn          | 2. Bundesliga         | 15          | 1           | 5           | 0                     | 0                     | 0                     | 15    | 1     | 5     |
| 2024-2025             | SC Paderborn          | 2. Bundesliga         | 27          | 3           | 11          | 1                     | 0                     | 1                     | 28    | 3     | 12    |
| Sous-total            | Sous-total            | Sous-total            | 42          | 4           | 16          | 1                     | 0                     | 1                     | 43    | 4     | 17    |
| Total sur la carrière | Total sur la carrière | Total sur la carrière | 74          | 8           | 20          | 2                     | 0                     | 1                     | 76    | 8     | 21    |